# Gevrey-Chambertin
Gevrey-Chambertin è un comune francese di 3 096 abitanti situato nel dipartimento della Côte-d'Or nella regione della Borgogna-Franca Contea. Qui sono locati i vigneti famosi e un grande scalo di smistamento.
Gevrey-Chambertin si trova all'estremità nord della Côte de Nuits ed è il primo comune della cosiddetta Côte des Grands Crus della Borgogna (in cui sono compresi 9 fra i 24 vigneti più famosi). Fu anche il primo comune, nel 1847 a ricevere l'autorizzazione ad associare il proprio nome con quello del vigneto più famoso, Chambertin.

## Società

### Evoluzione demografica
Abitanti censiti